# Сарненський педагогічний коледж
Сарненський педагогічний коледж РДГУ — вищий навчальний заклад І-ІІ р.а. міста Сарни.

## Історія
- 1991 — відкривається Сарненське педагогічне училище.
- 1998 — перейменований у Сарненський педагогічний коледж Рівненського державного гуманітарного університету.

## Навчальний процес
Коледж здійснює підготовку за такими спеціальностями та кваліфікаціями:
- Дошкільна освіта
  - вихователь з правом викладання іноземної мови;
  - керівник фізичного виховання в дошкільному закладі;
  - керівник дитячого хореографічного колективу
- Початкова освіта
  - вчитель англійської мови в початкових класах;
  - керівник гуртка комп'ютерної підготовки в школі;
  - керівник хореографічного колективу;
  - керівник дитячого художнього колективу;
  - організатор роботи з учнівськими об'єднаннями.
- Фізичне виховання.

У коледжі є один навчальний корпус та 2 гуртожитки на 520 місць.
В коледжі працює 60 викладачів, в тому числі 1 кандидат педагогічних наук, 8 відмінників освіти України.

## Відомі випускники
Станом на 2011 рік коледжем підготовлено 2462 фахівці. Понад 95% випускників продовжують навчання, в тому числі 50% — у Рівненському державному гуманітарному університеті.